# 배시 (유닉스 셸)
배시(Bash, Bourne-again shell, 본 어겐 셸)는 본 셸을 대체하는 자유 소프트웨어로서 GNU 프로젝트를 위해 브라이언 폭스(Brian Fox)가 작성한 유닉스 셸이다. 1989년 발표되어 GNU 운영 체제와 리눅스, 맥 OS X 그리고 다윈 등 운영 체제의 기본 셸로 탑재되어 광범위하게 배포되었다. 또한 DJGPP와 노벨 넷웨어에 의해 도스로 이식되었고 시그윈과 MinGW의 배포로 마이크로소프트 윈도우로 이식되었다.

## 역사
리처드 스톨먼이 이전 개발자의 진척이 부진함에 불만을 느낀 이후 브라이언 폭스는 1988년 1월 10일 Bash를 개발하기 시작했다.

## 기능
배시 명령어의 문법은 거의 대부분이 sh와 호환되어 쓰일 수 있다. 또한 ksh, csh에서 많은 아이디어를 받아서 명령 히스토리, 디렉터리 스택, $RANDOM POSIX 형식 명령어 치환 등을 지원한다. 또한 입력 중에 명령어나 파일 이름을 자동 완성해 주는 기능도 지원한다.

### 시작 스크립트
배시가 시작하면 다양한 점(.) 파일 내의 명령들을 실행한다. 실행 권한을 활성화하고 #!/bin/bash와 같은 인터프리터 디렉티브(셔뱅)을 가지고 있다는 점에서 배시 셸 스크립트 명령들과 비슷하지만 배시가 사용하는 초기화 파일들은 그 둘 중 어떠한 것도 요구하지 않는다.

#### 시작 파일의 실행 순서
상호작용 로그인 셸로 시작할 때
배시는 /etc/profile이 존재하면 이를 읽고 실행한다. (이 파일은 /etc/bash.bashrc을 호출하기도 한다.)
해당 파일을 읽은 뒤 ~/.bash_profile, ~/.bash_login, ~/.profile을 순서대로 찾은 다음 파일이 존재하고 읽을 수 있으면 읽고 실행한다.
로그인 셸을 빠져나갈 때
배시는 ~/.bash_logout이 존재하면 읽고 실행한다.
상호작용 셸로 시작할 때 (로그인 셸이 아님)
배시는 /etc/bash.bashrc와 ~/.bashrc를 (존재하는 경우) 순서대로 읽고 실행한다. --norc 옵션을 사용하여 금지시킬 수 있다. --rcfile file 옵션은 배시가 ~/.bashrc 대신 file로부터 명령들을 읽고 실행하도록 강제한다.

## 보안 버그
2014년 9월 24일 배시 터미널에서 하트블리드 버그에 비견될 만한 버그가 발견되었다.

## 같이 보기
- GNU readline